# Łazarze
Łazarze [waˈzaʐɛ] est un village polonais de la gmina de Rajgród dans le powiat de Grajewo et dans la voïvodie de Podlachie. Il se situe à environ 7 kilomètres au sud-ouest de Rajgród, à 13 kilomètres au nord-est de Grajewo et à 75 kilomètres au nord-ouest de Białystok. 